# Alfredo Molano Bravo
Alfredo de la Cruz Molano Bravo (Bogotá, 3 de mayo de 1944-Bogotá, 31 de octubre de 2019) fue un sociólogo, periodista historiador y escritor colombiano. 

## Biografía
Sus padres fueron Alfonso Molano y Elvira Bravo. Fue admitido en la Universidad Nacional de Colombia, luego de superar la entrevista hecha por Orlando Fals Borda, Camilo Torres Restrepo y Eduardo Umaña Luna, que en sus propias palabras fueron «tres de las personas que más han influido en mi vida y en mi generación».
En dicha Universidad, cursó estudios de sociología donde obtuvo una licenciatura en 1971, fue alumno de la École pratique des hautes études de París entre 1975 y 1977. Fue profesor de varias universidades; colaborador de revistas como Eco, Cromos, Alternativa, Semana y Economía colombiana, y autor de numerosos trabajos de investigación aparecidos en diferentes medios. Fue director de varias series para televisión y obtuvo el Premio de Periodismo Simón Bolívar, el Premio Nacional del Libro de Colcultura y el Premio a la Excelencia Nacional en Ciencias Humanas, de la Academia de Ciencias Geográficas, por una vida dedicada a la investigación y a la difusión de aspectos esenciales de la realidad colombiana. En 1999 tuvo que abandonar el país debido al recrudecimiento de las amenazas por parte de grupos paramilitares, exiliándose en Barcelona. Entre 2001 y 2002 vivió en Barcelona y en Stanford, donde fue profesor visitante.

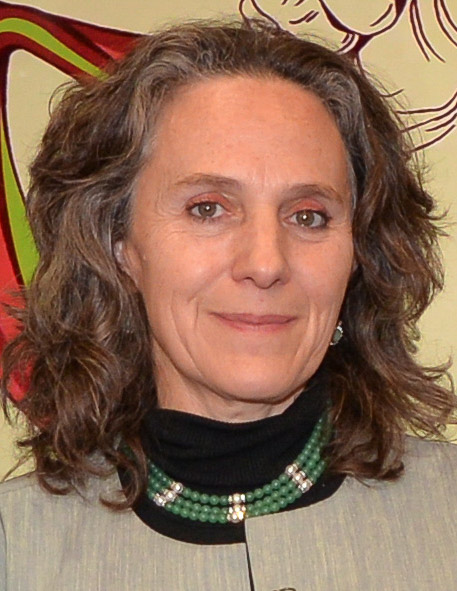
Su hija, Adriana Molano Arenas

Desempeñó labores como columnista y cronista del diario El Espectador de Bogotá y como profesor investigador en la Facultad de Ciencias Sociales de la Universidad Externado de Colombia. Fue demandado por una familia de poderosos comerciantes de la costa atlántica colombiana por su columna Araújos et al. publicada en febrero de 2007, en la que criticó el poder económico y político corrupto de algunas familias en esta región colombiana. En febrero de 2009 fue absuelto y declarado inocente de toda responsabilidad en el cargo de injuria por un juez de Bogotá.
Desde principios de 2018 se desempeñó como uno de los 11 comisionados de la verdad, para realizar un informe que se entregaría al país en tres años sobre qué sucedió durante la guerra. En este cargo estaba al frente del esclarecimiento de la verdad, la convivencia y la no repetición en la región de la Orinoquia, es decir, en los departamentos de Meta, Caquetá, Guaviare, Casanare, Vichada, Vaupés y Guainía.

## Fallecimiento
Enfermo de cáncer de garganta, falleció el 31 de octubre de 2019 a la una de la madrugada a causa de un paro cardíaco.

## Estilo
Dedicó su vida a los estudios culturales, preocupándose esencialmente por el desentrañamiento de los orígenes y desarrollos de ciertos fenómenos sociales colombianos, en especial de aquellos que tienen su origen en ciertas minorías sociales, principalmente las campesinas. Su obra describe sucesos que tienen su escenario en la segunda mitad del siglo XX en el territorio colombiano, haciendo hincapié en cuestiones como la educación y la violencia, así como en la patente diversidad manifiesta en la construcción simbólica que signa la historia del país. Fue uno de los escritores que se han adentrado en los orígenes de las FARC-EP como movimiento campesino liberal en el sur del Tolima que defendía su tierra de los ataques del establecimiento colombiano, principalmente desde del asesinato del líder Jorge Eliécer Gaitán el 9 de abril de 1948.
Sus escritos surgieron esencialmente de entrevistas con gente diversa a lo largo de toda la geografía colombiana.
En las obras de Molano se encuentran testimonios de primera mano sobre los sentimientos de una sociedad dividida profundamente por los regionalismos y por los grupos y movimientos de distinta índole, testimonios que, en últimas, constituyen la prueba histórica del complejo conflicto armado interno en el que Colombia ha estado inmersa durante los últimos decenios.

## Principales obras
- Economía y educación en 1850 : algunas hipótesis sobre su relación (1974)
- Amnistía y violencia (1978)
- Materiales para una historia de la educación en Colombia (1979)
- Los bombardeos de El Pato (1980)
- Evolución de la política educativa en el siglo XX : primera parte 1900-1958 (1982)
- Los años del tropel: relatos de la violencia (1985)
- Selva Adentro: una historia oral de la colonización del Guaviare (1987)
- Dos viajes por la Orinoquía colombiana 1889-1988 (1988) (Coautor: Fray José de Calazans Vela)
- Siguiendo el corte: relatos de guerras y de tierras (1989)
- Aguas arriba: entre la coca y el oro (1990)
- La tierra del caimán : relatos (1990) (Escrito con: María Constanza Ramírez)
- Así mismo: relatos (1993)
- Trochas y fusiles (1994)
- Del Llano llano: relatos y testimonios (1995)
- El tapón del Darién: diario de una travesía (1996) (Escrito con: María Constanza Ramírez)
- Rebusque mayor. Relatos de mulas, traquetos y embarques (1997)
- Mompox, soplaviento, calamar, mahates y morales (2000) (Escrito con: María Constanza Ramírez)
- Desterrados: crónicas del desarraigo (2001)
- Apaporis, viaje a la última selva (2002) (Escrito con: María Constanza Ramírez)
- Al margen izquierdo : 1999-2003, selección de columnas del periódico El Espectador (2004)
- Penas y cadenas (2004)
- Espaldas Mojadas, historias de maquilas, coyotes y aduanas (2006)
- Ahí les dejo esos fierros (2009)
- En medio del Magdalena Medio (2009)
- Del otro lado (2011)
- Otros Rumbos (2012)
- Dignidad campesina, entre la realidad y la esperanza (2013)
- A lomo de mula (2016)
- De río en río (2017)
- El destino de la luz (2017)
- Cartas a Antonia (2020)

## Premios y distinciones
- 2014. Doctorado honoris causa por parte de su alma mater, la Universidad Nacional de Colombia
- 2016. Premio Nacional de Periodismo Simón Bolívar, gran premio a la «Vida y obra de un periodista»